# 메이로쿠샤

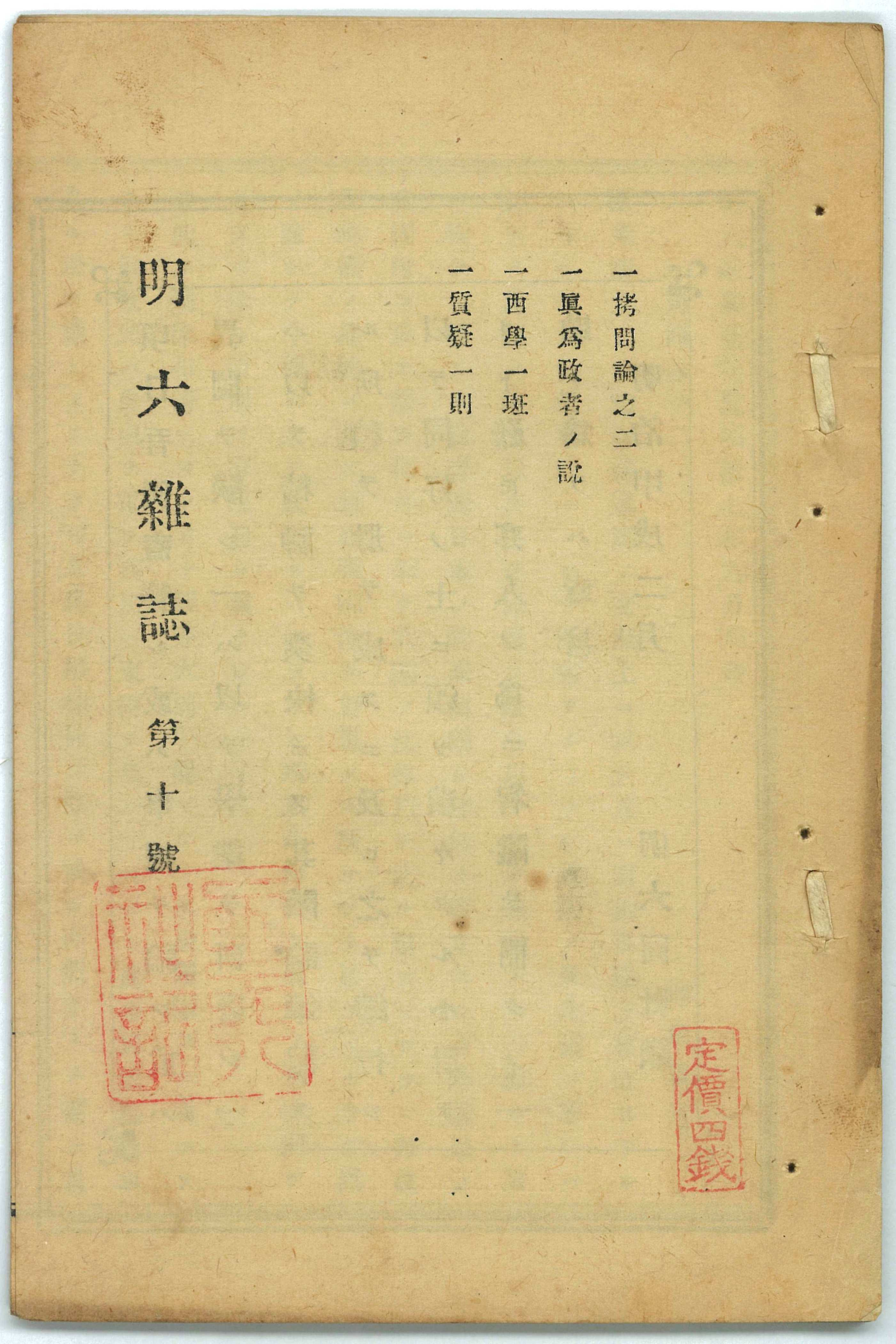
《메이로쿠 잡지》제10호(1874년)

메이로쿠샤(일본어: 明六社, めいろくしゃ)는 메이지 시대 초기에 설립된 일본 최초의 계몽 학술단체이다.

## 개요
메이로쿠샤는 메이지 초기 미국에서 돌아온 모리 아리노리가 니시무라 시게키(西村茂樹)와 만든 모임이다. 모임의 이름은 메이지 6년(明治六年, 메이지 로쿠넨)에 결성되었다는 의미에서 메이로쿠샤로 지었다. 정기 모임은 매월 1일과 16일에 열렸다.
서유럽처럼 지식인들이 모여 우정과 학식을 깊게 하여 민중을 계몽하기 위해 설립된 단체이다. 메이지 일본의 최대 목표는 부국강병을 통해 서구열강과 어깨를 나란히한다였다. 그를 위해 외국인 초빙사를 불러 서구라는 모델을 배우려 하였고 그 결과중 하나로 메이지 유신이 있었지만 그런 외적인 변화 외에도 '인간'이라는 중심이 변혁되는 것을 목표로 계몽사상이 일어난 것이다. (메이로쿠 잡지의 표현을 쓰자면 민심의 일신「民心の一新」) 그래서 문명국가라고 말할 수 있는 세계 표준을 따라가기 위해 민중도 문명국의 국민으로 바꿔나가야 한다는 사명감을 가지고 활동한 계몽주의자들이 있었고 그들이 모인 단체가 메이로쿠샤였다.
메이로쿠샤의 주축은 모리 아리노리, 니시무라 시게키 외에 츠다 마미치, 니시 아마네, 나카무라 마사나오, 미츠쿠리 슈헤이、스기 코지、미츠쿠리 린쇼, 가토 히로유키, 후쿠자와 유키치 등 대표적인 지식인들이었다. 그들에겐 공통점이 몇가지 있었다. 니시무라 시게키 외엔 대부분 하급 무사이거나 서민 등 신분이 낮은 인물들이었다. 다음으로는 양학자로 두각을 나타내어 막부의 카이세이쇼 등에서 가르치던 사람들이었다. 그들은 에도 막부 말기를 거치면서 서구에 다녀온 경험이 있었고 존왕양이 사상을 경험하지 않았다. 후쿠자와 유키치를 제외하고는 모두 메이지 신정부에서 관료로 일했다는 것도 특징이다.
회원으로는 옛 막부의 관료, 에도 시기 관학이었던 카이세이쇼(開成所) 관계자, 1858년 설립된 사립학교인 게이오기주쿠(慶應義塾, 게이오 의숙)의 학생 등을 모아 "관민조화"(官民調和 , 정부와 민간의 조화)가 이루어지도록 구성하였다. 또한 학식을 갖추었다고 인정받던 옛 다이묘나 일본 불교 정토진종의 한 갈래인 정토진종 본원사파의 승려, 일본은행이나 신문사의 직원, 가쓰 가이슈와 같은 옛 사족 등도 받아들여 당대 일본에서 쟁쟁하다할 만한 사람들이 회원이 되었다.
이들이 계몽 도구로 선택한 것은 정기 연설회와 잡지발행이었다. 이 두가지는 나눠질 수 없었는데 연설회에서 주제를 잡아 서로 의견을 나눈 뒤 그것을 기초로 글을 적어 메이로쿠 잡지에 실었기 때문이다. 이렇게 새로운 지식정보를 전달하여 메이로쿠 잡지는 성공할 수 있었다. 연설이라는 말도 후쿠자와 유키치가 speech를 번역하여 만든 단어이다. 다들 서양음식을 좋아했으므로 연설회는 요리점 츠키지세이요켄(築地精養軒)에서 열렸다.
1875년 당시 정부인 태정관이 중상 및 비방 금지법과 신문조례를 포고하여 언론을 탄압하자 《메이로쿠 잡지》는 43호를 끝으로 중단되었다. 그 이후 메이로쿠샤는 메이로쿠카이(明六会)로 이름을 바꾸고 후쿠자와 유키치를 초대 회장으로 선임하여 도쿄 학사회원과 제국학사원에서 강의를 열었고 이는 훗날 일본학사원의 기반이 되었다.

## 연혁
주미 공사로 부임하였던 모리 아리노리는 부국강병의 필요성을 느끼고 일본으로 돌아가 인재육성을 시급히 추진하였다. 그는 "국민 한 사람 한 사람이 지적인 향상을 하지 않으면 안된다"고 생각하고 이를 위해 유럽의 학회와 같은 것을 일본에서도 만들어야 하겠다고 결심한다. 모리 아리노리는 니시무라 시게키와 당대의 명사를 소집할 방법을 의논하고 당시 27세였던 후쿠자와 유키치를 회장으로 하여 니시 아마네와 같은 인사들을 규합하였다. 최초 결성 당시 회원은 10여 명이었다. 회원은 정회원과 교신회원, 명예회원, 초대 객원 등으로 구분하였고 창립한 해 4월 11일 회보 제1호를 발간하여 논문을 실은 잡지 발간을 시작하였다. 《메이로쿠 잡지》는 메이지 초기의 시대상을 살필 수 있는 사료로 당시 발간 부수는 호당 평균 3200부 정도였다. 신문조례 등으로 발간이 중지 된 이후 논문의 발간은 문부성 직할의 도쿄학사원이나 제국학사원에서 수행하게 된다.

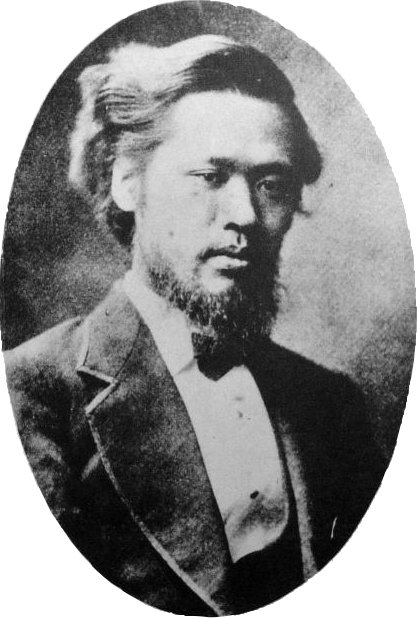
모리 아리노리
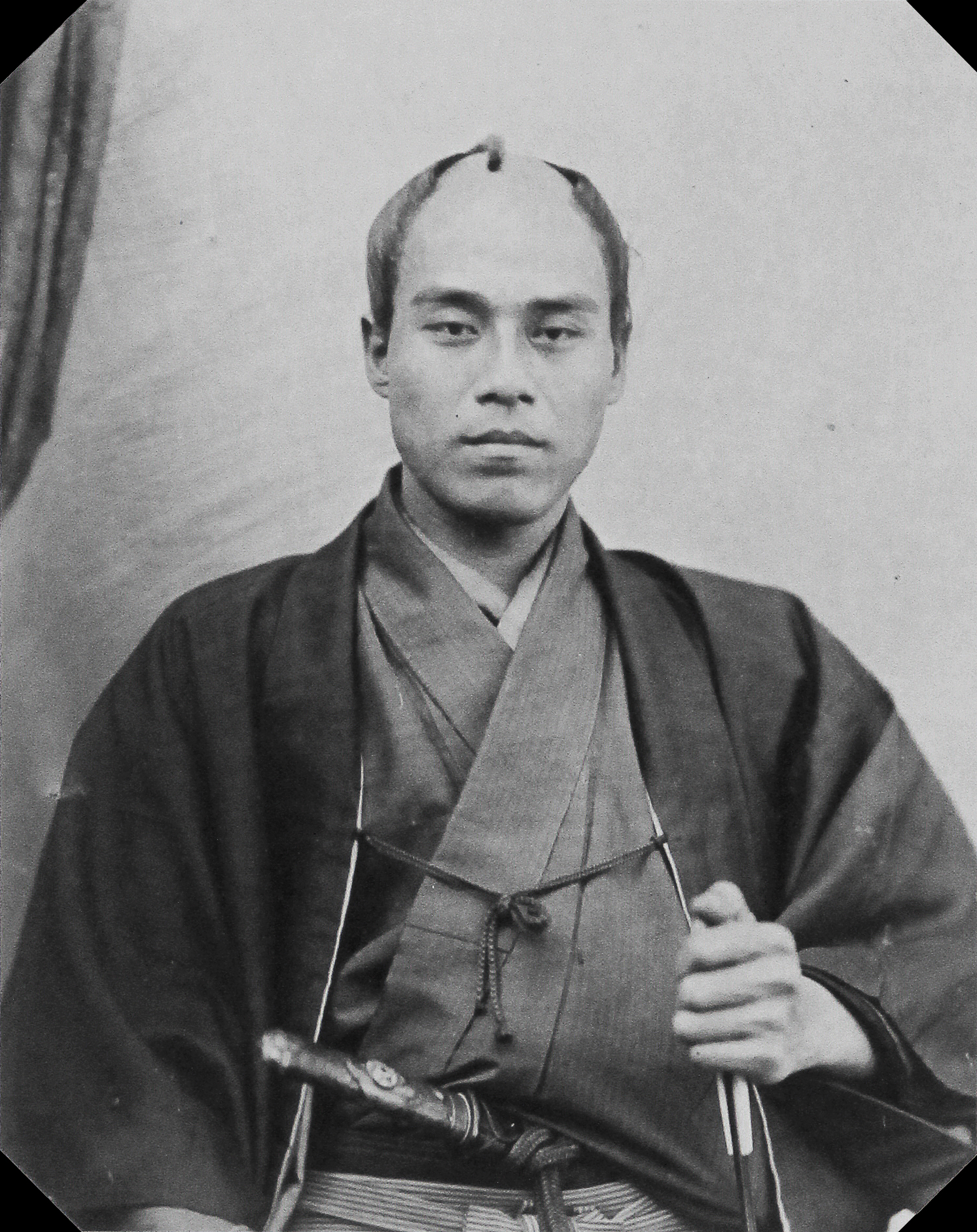
후쿠자와 유키치
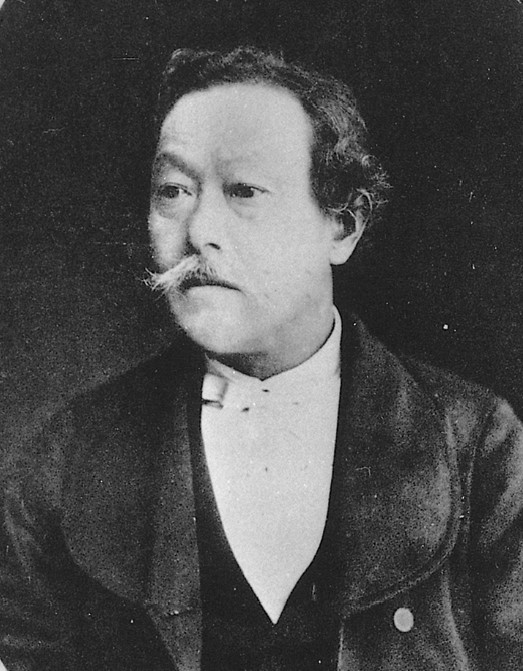
니시 아마네
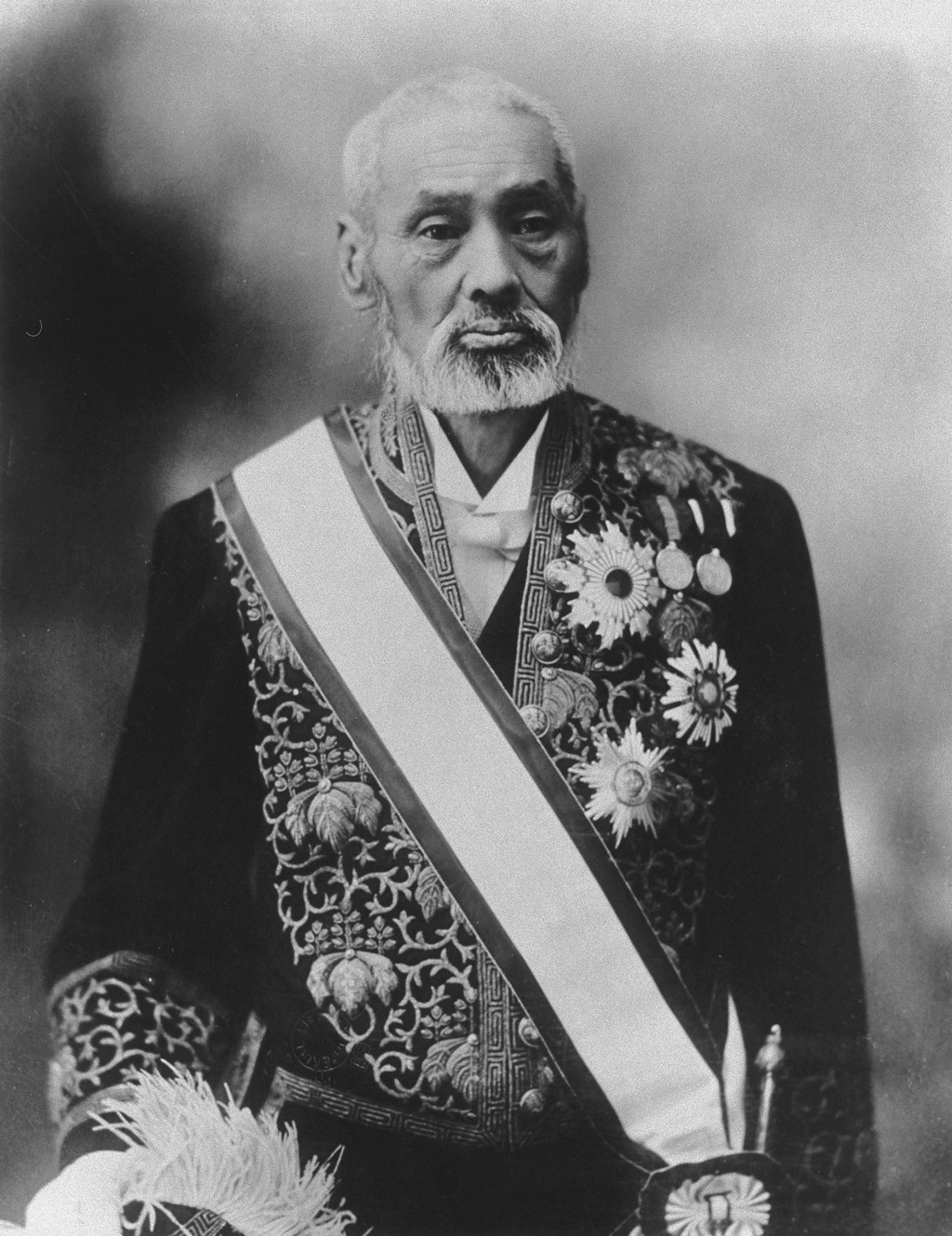
가토 히로유키
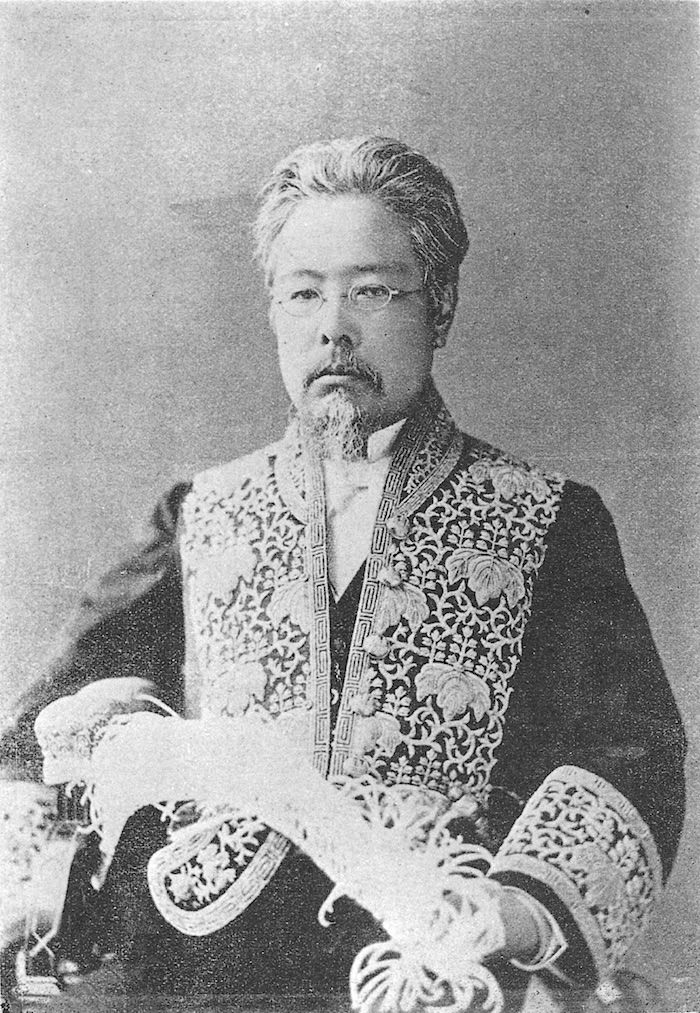
나카무라 마사나오
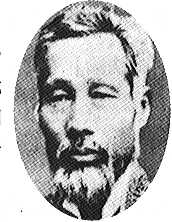
츠다 마미치
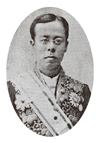
미츠쿠리 린쇼

## 참고 문헌
- 大久保利謙 (2007년 10월 10일). 《明六社》. 講談社学術文庫. 講談社. ISBN 4-06-159843-0.
- 《明六雑誌》. 岩波文庫 上巻. 山室信一 ・ 中野目徹 校注. 岩波書店. 1999년 5월 17일. ISBN 4-00-331301-1. 2016년 3월 5일에 원본 문서에서 보존된 문서. 2020년 10월 23일에 확인함.
- 《明六雑誌》. 岩波文庫 中巻. 山室信一・中野目徹校注. 岩波書店. 2008년 6월 17일. ISBN 4-00-331302-X. 2016년 3월 5일에 원본 문서에서 보존된 문서. 2020년 10월 23일에 확인함.
- 《明六雑誌》. 岩波文庫 下巻. 山室信一・中野目徹校注. 岩波書店. 2009년 8월 18일. ISBN 4-00-331303-8. 2016년 3월 5일에 원본 문서에서 보존된 문서. 2020년 10월 23일에 확인함.

## 같이 보기
- 이와쿠라 사절단
- 민선의원설립건백서
- 메이지 유신